# Майлдмэй, Одри
Одри Майлдмэй (англ. Grace Audrey Louisa St. John Mildmay; 19 декабря 1900 — 31 мая 1953) — британско-канадская оперная певица (сопрано).
Одри Майлдмэй родилась в Сассексе, но с трёхмесячного возраста жила в Канаде. Дебютировала на сцене в детской постановке оперетты в Ванкувере. С 1924 года училась в Лондоне, затем вернулась в Северную Америку, в 1927—1928 гг. гастролировала по США и Канаде в составе труппы, исполнявшей «Оперу нищих».
На одном из любительских спектаклей в имении богатого британского джентльмена Джона Кристи Майлдмэй познакомилась с хозяином и в 1931 году вышла за него замуж. В ходе свадебного путешествия молодые супруги посетили Байройтский и Зальцбургский фестивали, и это навело их на мысль об открытии профессионального фестиваля в их усадьбе.
28 мая 1934 года первый сезон Глайндборнского оперного фестиваля открылся постановкой «Свадьбы Фигаро» Моцарта с Майлдмэй в партии Сюзанны. В этом же и последующих сезонах она выступила в других операх моцартовского репертуара, «Свадьба Фигаро» и «Дон Жуан» с её участием были записаны; в 1930-е гг. Майлдмэй также гастролировала по Европе. В 1939—1944 гг. жила в Канаде, в мае 1943 года Одри Майлдмэй в последний раз выступила на оперной сцене в Монреале (всё в той же партии Сюзанны).
По возвращении в Великобританию Майлдмэй вместе с Рудольфом Бингом стояла у истоков впервые проведённого в 1947 г. Эдинбургского фестиваля.